# Announcement
"Announcement" es el séptimo episodio de la primera temporada de la serie de televisión estadounidense Andor, basada en Star Wars creada por George Lucas y spin-off precuela de Rogue One. Fue escrito por Stephen Schiff y dirigido por Benjamin Caron.
El episodio está protagonizado por Diego Luna como Cassian Andor, quien repite su papel de la película derivada, Rogue One (2016). Toby Haynes fue contratado en septiembre de 2020 luego de un retraso en la producción debido a la pandemia de COVID-19, y Tony Gilroy se unió a la serie como showrunner a principios de 2019, reemplazando a Stephen Schiff. Ambos son productores ejecutivos junto a Luna y Kathleen Kennedy.
"Announcement" se estrenó en Disney+ el 19 de octubre de 2022.

## Trama
En Coruscant y bajo la ayuda de un tío lejano, Syrill comienza un nuevo trabajo en la Oficina de Estándares, aunque no parece satisfacerle del todo. El coronel Wullf Yularen se presenta ante el OSI y anuncia que tendrán mayores atribuciones como más vigilancia y autoridad punitiva; Blevin desafía a Meero por romper el protocolo al acceder a datos imperiales sin autorización. Ella, habiendo recibido toda la información posible, plantea su hipótesis sobre los robos coordinados y convence a sus superiores del valor de su trabajo; por su dedicación Partagaz le asigna la supervisión de Ferrix. 
Luthen recibe a Mothma quien lo encara por su responsabilidad en el robo; Luthen se defiende expresando que ya es tiempo de iniciar la rebelión y Mothma le advierte sobre todo lo que vendrá. La asistente de Luthen, Kleya Marki, se reúne con Vel y le pide que encuentre y mate a Cassian, ya que al saber la identidad de Luthen, puede poner en riesgo a la operación. En una cena en su casa, Mothma se encuentra con Tay Kolma, un viejo amigo y banquero de Chandrila, a quien le pide ayuda para acceder a sus fondos familiares. 
Cassian regresa a Ferrix para saldar viejas deudas y se entera por Bix de que la gente lo culpa por la represión de la Seguridad Imperial. La presencia de soldados de asalto en Ferrix le recuerda a Cassian cómo 13 años antes, su padre adoptivo Clem, fue asesinado por soldados clon imperiales durante una protesta en Calle Rix. Cassian intenta que Maarva se vaya con él de Ferrix habiendo obtenido los créditos, pero ella, habiendo escuchado el robo en Aldhani, decide quedarse y oponerse al aumento de la presencia imperial. Cassian a regañadientes se va, prometiéndole que volverá. 
Cassian viaja al paraíso turístico tropical de Niamos, adoptando el nombre de "Keef Girgo". Algún tiempo después, mientras caminaba hacia una tienda local, es testigo de una persecución a un grupo de ladrones; un Shoretrooper lo confunde con uno de ellos y lo arresta injustamente; para su sorpresa, es llevado a un juicio rápido y lo sentencian a seis años de prisión.

## Producción

### Desarrollo
El CEO de Disney, Bob Iger, anunció en febrero de 2018 que había varias series de Star Wars en desarrollo,  y en noviembre se reveló que una de las series sería una precuela de la película Rogue One (2016). La serie fue descrita como un programa de suspenso de espías centrado en el personaje Cassian Andor, con Diego Luna retomando su papel de la película.  Jared Bush desarrolló originalmente la serie, escribiendo un guion piloto y una biblia de la serie para el proyecto.  A fines de noviembre, Stephen Schiff se desempeñaba como productor ejecutivo y productor ejecutivo de la serie.  Tony Gilroy, quien fue acreditado como coguionista de Rogue One y supervisó extensas regrabaciones de la película,  se unió a la serie a principios de 2019 cuando discutió los primeros detalles de la historia con Luna.  La participación de Gilroy se reveló en octubre, cuando estaba listo para escribir el primer episodio, dirigir varios episodios y trabajar junto a Schiff;  Gilroy había reemplazado oficialmente a Schiff como showrunner en abril de 2020.  Para entonces, se habían llevado a cabo seis semanas de preproducción de la serie en el Reino Unido, pero esto se detuvo y la producción de la serie se retrasó debido a la pandemia de COVID-19. La preproducción había comenzado nuevamente en septiembre antes del inicio planificado de la filmación el próximo mes. En ese momento, Gilroy, que reside en Nueva York, decidió no viajar al Reino Unido para la producción de la serie debido a la pandemia y, por lo tanto, no pudo dirigir el primer episodio de la serie. En cambio, se contrató a Toby Haynes, con sede en el Reino Unido, que ya estaba "alto en la lista" de posibles directores de la serie, para dirigir los primeros tres episodios. Gilroy seguiría siendo productor ejecutivo y showrunner.  En diciembre de 2020, se reveló que Luna sería productor ejecutivo de la serie. 
El séptimo episodio, titulado "Announcement", fue escrito por Stephen Schiff.

### Escritura
Los episodios anteriores de Andor generalmente habían seguido un arco narrativo de tres episodios. Sin embargo, Gilroy había declarado que "Announcement" sería el único episodio independiente de la primera temporada. Había disfrutado del "anuncio de todas las ramificaciones de lo que sucede" del episodio. El episodio también había representado al coronel Wulff Yularen, quien había aparecido previamente en Star Wars: The Clone Wars. Zosha Millman de Polygon consideró que era una "extracción directa relativamente rara del canon de Star Wars", ya que señaló que uno de los mandatos de Gilroy era abstenerse del fanservice.

### Rodaje
El rodaje comenzó en Londres, Inglaterra, a finales de noviembre de 2020, con la producción basada en Pinewood Studios. La serie fue filmada bajo el título provisional Pilgrim,  y fue la primera serie de Star Wars de acción en vivo que no hizo uso de la tecnología de fondo digital StageCraft. Los lugares de rodaje incluyeron Black Park en Buckinghamshire, Inglaterra para las escenas retrospectivas, así como en Middle Peak Quarry en Derbyshire, Inglaterra. En mayo de 2021, el rodaje de las escenas de Niamos había tenido lugar en Cleveleys, Lancashire, Inglaterra. Las cuentas locales de Facebook habían recibido información sobre filmaciones en el lugar el mes anterior, y los residentes cerraron paseos y carreteras para adaptarse a la producción de Andor. El gerente de ubicación, Jason Allen, había elegido la ubicación porque también había sido residente local de la región.

### Música
Nicholas Britell compuso la partitura musical del episodio.   La banda sonora del episodio se lanzó en noviembre de 2022 como parte del segundo volumen de la serie. 

## Lanzamiento
"Announcement" se lanzó en Disney+ el 19 de octubre de 2022.

## Recepción

### Respuesta crítica
El sitio web del agregador de reseñas Rotten Tomatoes informa un índice de aprobación del 100%, basado en 19 reseñas. El consenso crítico del sitio dice: "Después de los altibajos delirantes de su episodio anterior lleno de acción,"Announcement" no es tanto una caída como un aliento aclarador, estableciendo vívidamente lo que está en juego para más peligros por venir".

### Elogios
En los Premios de Artesanía de Televisión de la Academia Británica de 2023, el trabajo de Frances Parker en el episodio fue nominado a Mejor Edición: Ficción.